# 今治市河野美術館
今治市河野美術館（いまばりしこうのびじゅつかん）は、愛媛県今治市にある美術館である。

## 概要
1965年11月今治市名誉市民である河野信一（帝国判例法規出版社代表）が、書蹟・画賛・画・写本・古書・屏風などのコレクション12,000点と、文化施設の建築資金などを今治市へ寄贈する。1968年4月に「河野信一記念文化館」として開館、財団法人今治文化振興会が設立され施設の運営管理を今治市から受託、河野自身が財団の初代理事長に就任する。1988年から翌年にかけて改築を行ったことで現代美術が展示できるようになり、現在の「今治市河野美術館」に改名された。2004年4月財団法人今治文化振興会が指定管理者となり、2012年4月同財団は一般財団法人に移行している。
収蔵品は平安時代から現代に至る俳人・歌人・画家・書家・武将・政治家など多様な分野で活躍した人物の掛け軸、屏風、典籍など1万点余りにのぼり、主要なものは今治市指定文化財となっている。その中からテーマを決め、常設展、企画展を開催している。
2階から4階までの展示場、会議室、講演室、小会議室、茶室がある。

## 所蔵品
- 金葉和歌集 伝藤原為家筆 冷泉為久加筆 - 重要美術品

## 利用案内
- 所在地：愛媛県今治市旭町1-4-8
- 開館時間：9:00～17:00
- 休館日：毎週月曜日（祝日の場合は原則翌日振替）、12月29日から翌年1月3日まで
- 駐車場：36台（無料）

## アクセス
- JR今治駅から徒歩で約10分。
- 今治港から徒歩約20分。
- 西瀬戸自動車道今治インターチェンジより車で約10分。

## 周辺
- 愛媛県東予地方局今治支局
- 今治警察署
- 今治国際ホテル
- 今治地域地場産業振興センター
- 今治商工会議所
- 今治市中央住民センター